# Bakoma
Die Bakoma Sp. z o.o. ist einer der größten privaten Milchverarbeiter Polens und gehört zu den zehn größten Molkereiunternehmen Polens. Nach Danone und Zott ist Bakoma der drittgrößte Anbieter von Jogurtprodukten in Polen. Der Sitz der Firma befindet sich in Warschau in der Woiwodschaft Masowien.

## Geschichte
Bakoma wurde 1989 gegründet, der Name entstand aus dem Zusammensetzen von Buchstaben der Namen Barbara Komorowska und Edward Mazur. Barbara Komorowska ist die Ehefrau des Hauptgesellschafters Zbigniew Komorowski; Edward Mazur war Minderheitsgesellschafter bei Gründung der Firma. Die Geschäftstätigkeit der Firma lag in den ersten Jahren beim Anbau von Zwiebeln sowie der Verarbeitung von Obst und Gemüse. Produkte wurden vorwiegend exportiert. Erst 1992 wurde die Herstellung von Jogurt begonnen. Als Lizenz- und KnowHow-Partner konnte die deutsche Firma Onken gewonnen werden. Diese Zusammenarbeit wurde 1995 im Streit beendet.
1997 wurde die bisherige GmbH in eine Aktiengesellschaft umfirmiert und von 1998 bis zum Mai 2001 wurden die Aktien an der Börse notiert. 1999 verkaufte Edward Mazur seine Anteile an die Firma Danone, die die Anteile später wieder veräußerte. Das Unternehmen wurde später wieder in eine GmbH umgewandelt.
Am 17. März 2010 verlegte das Unternehmen seinen Firmensitz von Elżbietów nach Warschau. In Elżbietów wird nach wie vor produziert. Nach dem Beitritt Polens zur EU im Jahr 2004 baute Bakoma ein Vertriebsnetz auch im Ausland auf. Bakoma-Produkte werden vor allem in den Vereinigten Staaten, in England, Irland, Portugal, der Slowakei, in Ungarn, Litauen und Estland verkauft. Die bekanntesten Marken von Bakoma sind „Premium Frutica“ (Fruchtjogurts), „Twist“ (Trinkjogurts), „7 zbóż“ (Getreidejogurts) und „Bakuś“ (Kinderprodukte). Von 1996 bis 1998 war Bakoma der Trikotsponsor des polnischen Fußball-Clubs Widzew Łódź.
Bakoma ist heute Teil eines diversifizierten Konzerns (Grupa BZK Holding), zu dem unter anderem auch Polskie Młyny S.A. (ein Mehlproduzent mit Produktionsstätten in Brzeg, Teresin und Bydgoszcz) sowie die Biotanol S.A. (ein Hersteller von Bio-Treibstoffen) gehören. Bakoma beschäftigte im Jahr 2019 knapp 1000 Mitarbeiter.